# 6e arrondissement de Lyon
Pour les articles homonymes, voir 6e arrondissement.
Le 6e arrondissement de Lyon est l'un des neuf arrondissements de Lyon, commune française située en région Auvergne-Rhône-Alpes. Il est créé le 17 juillet 1867, la partie nord-est du parc de la Tête d'or lui étant rattachée le 17 décembre 1894.
Il est souvent décrit comme l'arrondissement le plus huppé et chic de Lyon. Ses larges avenues (boulevard des Belges, rue Duquesne, cours Franklin-Roosevelt) et ses places, notamment celle du Maréchal-Lyautey, sont bordées de beaux immeubles anciens et d'hôtels particuliers. Ceux du boulevard des Belges possèdent pour la plupart une vue sur le parc de la Tête d'or.
Le 6e arrondissement est aussi un quartier commerçant, principalement autour du cours Franklin-Roosevelt et de l'avenue de Saxe.

## Histoire

### Jusqu'auXVIIIesiècle
Le 6e arrondissement est une ancienne zone de plaine alluviale inondable du Rhône : depuis 15 000 ans le fleuve charrie sables et galets et ces alluvions s'accumulent pour former les îles des brotaux et des lones. Le paysage est mouvant : avant 1730, le lit principal du Rhône passe au milieu de ce qui deviendra le parc de la Tête-d'Or.
Sur les îles les moins exposées à la submersion sont implantées des fermes : celles de la Tête d'Or, de Bellecombe, de l'Emeraude. Mais l'activité n'était pas qu'agricole : les Lyonnais venaient se promener et se distraire dans des guinguettes plus ou moins autorisées. Le marionnettiste Cardinely  se produit pendant plusieurs saisons aux Brotteaux, à compter de 1777.
La Presqu'île étant surpeuplée, deux projets voient le jour dans les années 1763-1770 : celui de Perrache qui tente de gagner du terrain vers le confluent et celui de Morand qui conçoit un plan pour étendre Lyon vers l'Est. En 1765 Morand acquiert sept hectares et entreprend de lotir selon un plan en damier dont le centre est une place carrée (la place Kléber).

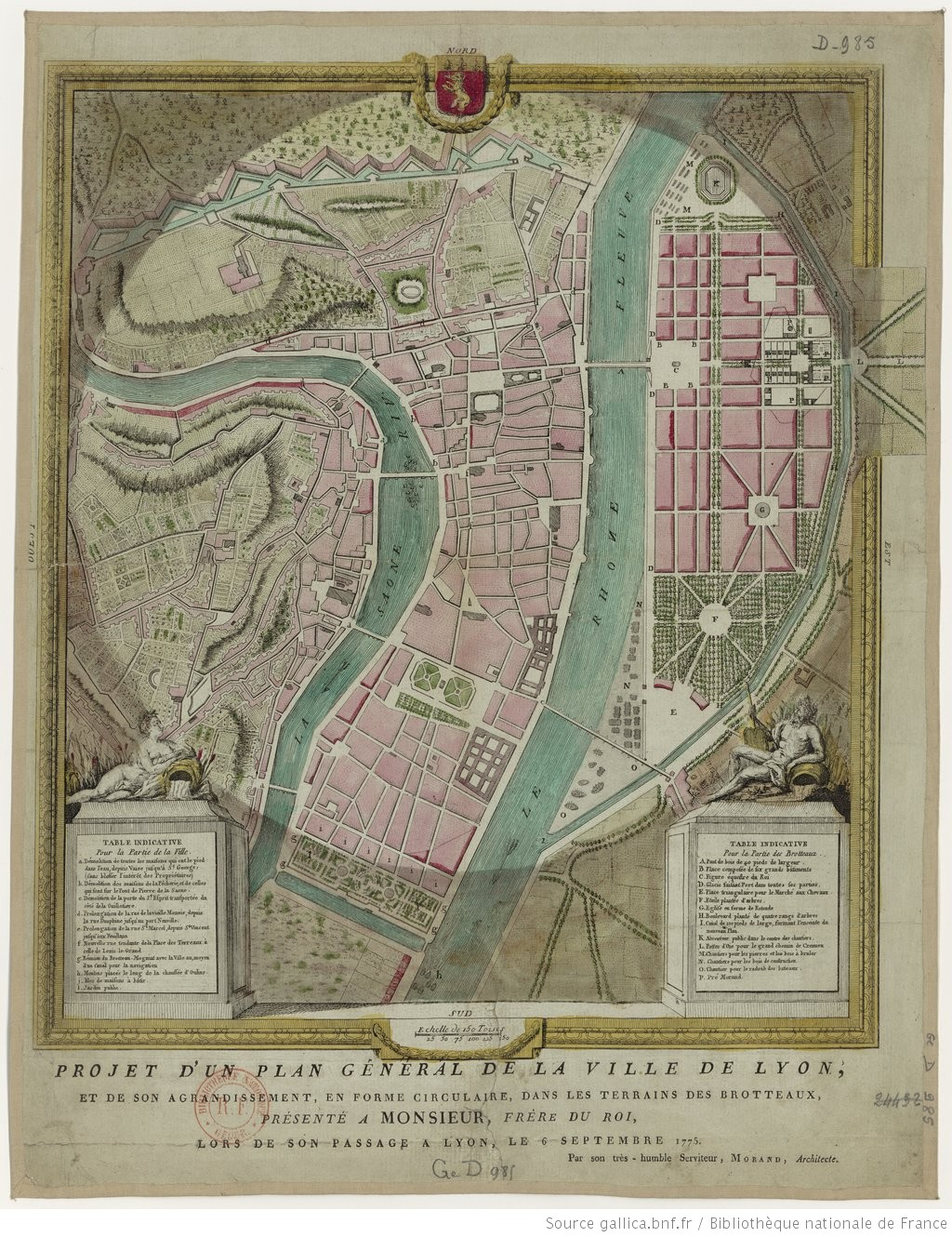
Projet d'un plan général de la ville de Lyon, et de son agrandissement, en forme circulaire, dans les terrains des Brotteaux, 1775

Il présente en 1766 aux Hospices (alors propriétaires des parties proches du Rhône) le "Plan général de la ville de Lyon et de son agrandissement en forme circulaire dans le terrain des Brottaux" :
- création d'un canal de déviation d'une partie des eaux du Rhône,
- réseau de rues en damier, parallèles au Rhône, et création de trois places (actuellement places Puvis-de-Chavannes, Edgar-Quinet, Maréchal-Lyautey)
- construction d'un nouveau pont, d'abord appelé Saint-Clair, puis Morand : un pont de bois dont les 17 piles sont indépendantes et dotées chacune d'un avant-bec. Le péage du pont concurrence celui des bacs des Hospices.

Morand constitue sa compagnie en 1772 et commence les travaux : le pont est ouvert aux piétons en 1775, puis aux voitures en 1776 (il perdurera jusqu'en 1885). En 1778, il construit sa maison, et commence à lotir autour, sans grand succès. C'est le plan dressé par l'architecte des Hospices, Cyr Decrénice (parfois écrit Décrenice), qui s'impose finalement : il garde le plan en damier, mais réduit le nombre de lots et transforme en rectangles les places circulaires. L'inflexible ordonnance du plan en damier régit toujours la morphologie urbaine du 6e arrondissement et l'individualise dans l'ensemble urbain lyonnais.

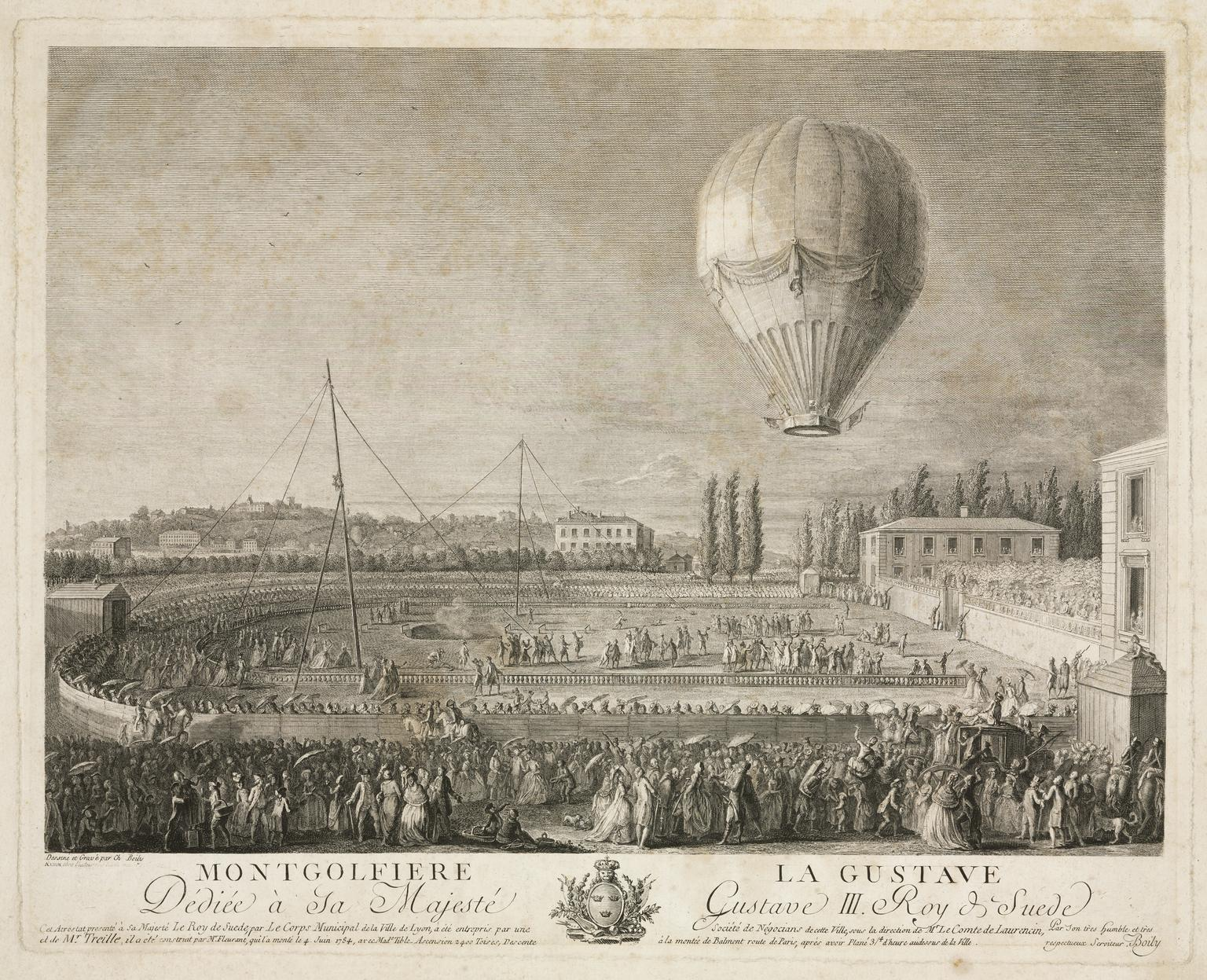
Montgolfière La Gustave le 4 juin 1784 par Charles-Ange Boily.

La plaine des Brotteaux est le lieu d'événements qui rassemblent des foules. Le 19 janvier 1784, premier vol d'un aérostat à Lyon, nommé  Le Flesselles, en l'honneur de l'intendant Jacques de Flesselles.
À l'occasion de l'ascension de la montgolfière La Gustave, en présence du roi Gustave III de Suède, le 4 juin 1784, Élisabeth Tible devient la première femme au monde à voler à bord d'un ballon.
L'écuyer Franconi fait construire un cirque en bois aux Brotteaux en 1786, rapidement remplacé par une construction en pierre, détruite pendant le siège de Lyon.
De 1789 à 1792 des fêtes révolutionnaires s'y déroulent. Le Siège de Lyon, considéré en état de rébellion, touche les Brotteaux : Morand coupe le pont, ce sera le principal motif de sa condamnation à mort en 1794. Presque tous les immeubles sont détruits, à part la maison de Morand. Puis on exécute en masse. En 1794, à l'occasion d'une « Fête de l'Être suprême » une « montagne » de débris est érigée à l'angle des rues Boileau et Tronchet actuelles et un monument à Jean-Jacques Rousseau est érigé à la pointe de l'île du Consulat. En 1795 un cénotaphe est édifié à la mémoire des victimes du Siège, mais il est détruit par un incendie en 1796.

### AuXIXesiècle
Au début du XIXe siècle les circonstances économiques et la politique foncières des Hospices qui répugnent à vendre leurs biens ne sont pas favorables au développement des habitations. Les locations de courte durée et l'obligation de rendre le terrain nu en fin de bail encouragent les constructions en pisé de terre. L'habitat ouvrier et l'artisanat s'étendent : menuiseries, ateliers de tissage et de teintureries...
Les immeubles de nouveaux bourgeois se construisent avec ostentation, alors que les bourgeois d'Ainay plus discrets restent fidèles à leur quartier.
La mise en place d'équipements s'accélère à partir de 1830 : les rues de la partie centrale sont pavées, en 1829-1830 le pont Lafayette et en 1845 la passerelle du Collège sont construits. Les maires de la Guillotière, et surtout Henri Vitton, vont mettre en place un quartier organisé. Les dénominations des rues montrent l'ultra-royalisme du Conseil municipal : place Louis XVI, rue Monsieur, rue Madame, rue des Martyrs (du Siège), rue Élisabeth (sœur de Louis XVI), rue Tronchet (défenseur de Louis XVI), et plus tard rue de Précy. Beaucoup seront débaptisées en 1848. L'église Saint-Pothin est terminée en 1843.
Les établissements de divertissements se multiplient : près de l'actuelle mairie, le Jardin de Flore du limonadier Antoine Spreafico (installé dès 1775), mais aussi les jardins de Paphos. Des arrêtés tentent d'encadrer les bals champêtres, salles de danse, et « fêtes baladoires », ainsi que les jeux des boulistes. Des « montagnes russes », un cirque, un gymnase, l'Alcazar qui accueille bal, concert, courses hippiques, ou encore le jardin d'Hiver ouvert en 1847 sont autant de marques d'une vocation ludique toujours prégnante.
Le 24 mars 1852, la commune de la Guillotière est entièrement rattachée à la ville de Lyon, pour former le 3e arrondissement (qui couvrait alors les 3e, 6e, 7e et 8e arrondissements actuels).
L'année 1856 marque une césure : elle est à la fois l'année de la crue du 31 mai au 3 juin — la plus forte connue des trois ou quatre derniers siècles —, de la mise en place du chemin de fer et de la création du parc de la Tête-d'Or.
|                                |
| La place des Brotteaux en 1820 |

|                                                          |
| L'ancien pont Morand en bois et le quai d'Albret en 1844 |

|                                        |
| Inondation de l'avenue de Saxe en 1856 |

|                                  |
| La ferme de la tête d'or en 1857 |

|                           |
| Le pont Morand avant 1886 |

|                                               |
| Le monument du Siège des Brotteaux avant 1906 |

Le 17 juillet 1867, le 3e arrondissement est partagé en deux nouveaux arrondissements : le 3e et le 6e. Le préfet du Rhône, Chevreau, a présenté ce découpage administratif comme une solution « pour avoir complètement raison de l'esprit d'individualité de cette ancienne commune » (la Guillotière) en s'appuyant sur une division sociale : la distinction entre un arrondissement peuplé de « tâcherons et d'ouvriers » et un autre habité de « commerçants, gens de finance, rentiers ».

### AuXXesiècle

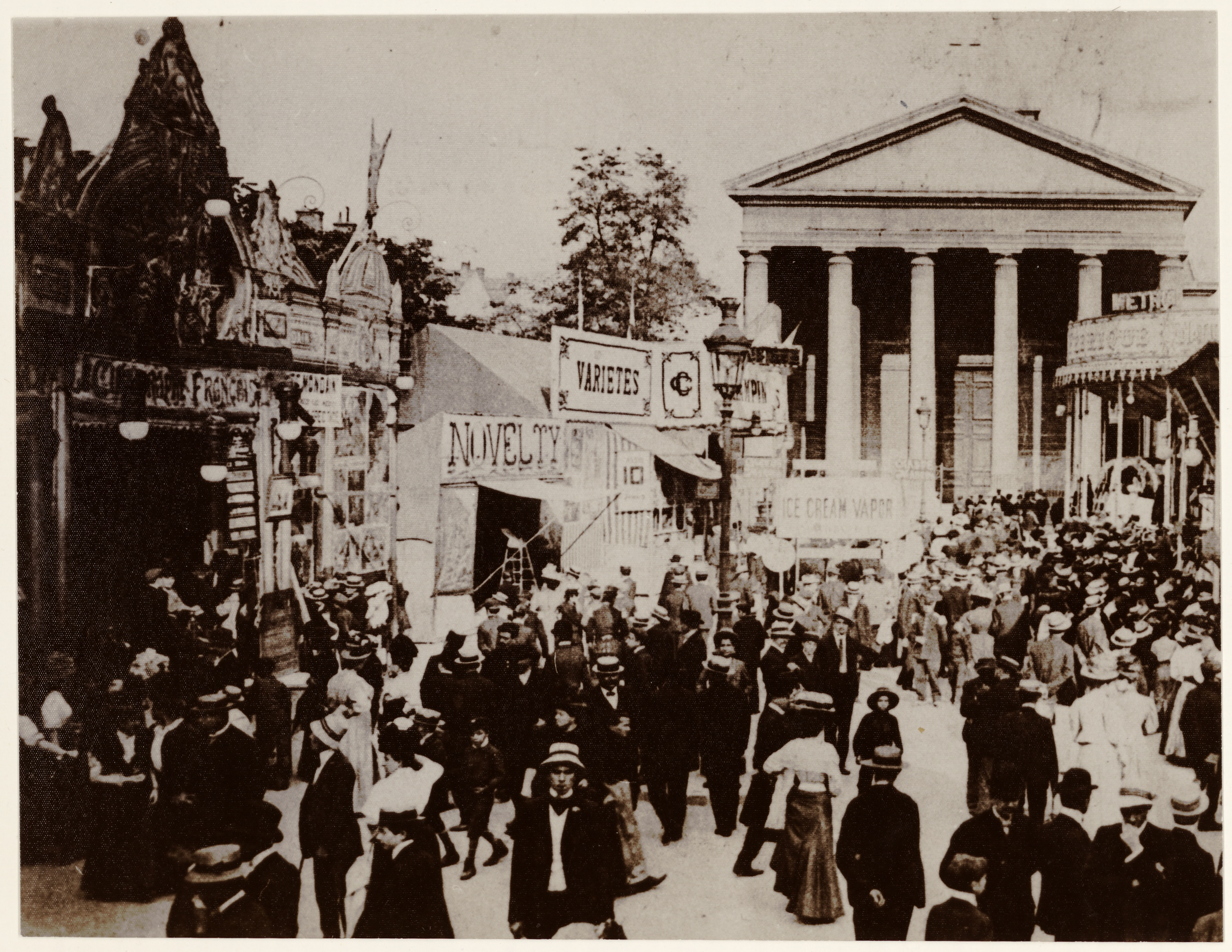
Vogue devant l'église Saint-Pothin, vers 1900. À gauche, cinéma mondain Dulaar.

La nouvelle chapelle Sainte-Croix est reconstruite après modification du quartier. Djaafar Khemdoudi, résistant, s'installe dans ce quartier avant de s'engager dans la Résistance.

## Politique et administration

### Liste des maires
| Période    | Période    | Identité                    | Étiquette | Étiquette    | Qualité |
| ---------- | ---------- | --------------------------- | --------- | ------------ | --- |
| mars 1983  | mars 1989  | Robert Thévenot (1947- )    |           | UDF-CDS      | |
| mars 1989  | juin 1995  | Jean-Marc Chavent (1944- )  |           | RPR puis DVD | |
| juin 1995  | mars 2001  | Dominique Nachury (1951- )  |           | UDF-FD       | Juriste, docteur en droit Députée du Rhône (4e circ.) (2012 → 2017) Conseillère générale de Lyon-VIII puis Lyon-VII (1998 → 2014) Vice-présidente du conseil général |
| mars 2001  | mars 2008  | Nicole Chevassus (1940- )   |           | DVD (DLC)    | Commerçante |
| mars 2008  | avril 2014 | Jean-Jacques David (1945- ) |           | DVD puis UDI | Directeur de travaux retraité Conseiller général de Lyon-VI (2011 → 2014)                                                                                            |
| avril 2014 | En cours   | Pascal Blache (1965- )      |           | UMP-LR       | Chef d'entreprise Conseiller métropolitain de Lyon (2015 → ) |

### Tendances politiques et résultats
Élection municipale de 2020
|                                                                                  |                                                               |                                                               |                                                               |              |                                 |                                 |                          |             |             |        |        |
| Tête de liste                                                                    | Tête de liste                                                 | Liste                                                         | Premier tour                                                  | Premier tour | Tête de liste                   | Tête de liste                   | Liste                    | Second tour | Second tour | Sièges | Sièges |
| Tête de liste                                                                    | Tête de liste                                                 | Liste                                                         | Voix                                                          | %            | Tête de liste                   | Tête de liste                   | Liste                    | Voix        | %           | CA     | CM     |
|                                                                                  | Pascal Blache                                                 | LR                                                            | 4 373                                                         | 35,60        |                                 | Pascal Blache                   | LR LREM-MoDem            | 6 323       | 50,02       | 21     | 7      |
| Bleu blanc Lyon Étienne Blanc, union de la droite, des Républicains et du centre |                                                               |                                                               | 4 373                                                         | 35,60        |                                 | Pascal Blache                   | LR LREM-MoDem            | 6 323       | 50,02       | 21     | 7      |
|                                                                                  | Ludovic Hernandez                                             | LREM-MoDem                                                    | 1 513                                                         | 12,31        | Lyon, la force du rassemblement | Lyon, la force du rassemblement |                          | 6 323       | 50,02       | 21     | 7      |
| Un temps d'avance avec Yann Cucherat                                             |                                                               |                                                               | 1 513                                                         | 12,31        | Lyon, la force du rassemblement | Lyon, la force du rassemblement |                          | 6 323       | 50,02       | 21     | 7      |
|                                                                                  | Florence Delaunay                                             | EÉLV                                                          | 2 687                                                         | 21,87        |                                 | Florence Delaunay               | EÉLV                     | 4 218       | 33,37       | 5      | 2      |
| Maintenant Lyon pour tous Les écologistes avec Grégory Doucet                    | Maintenant Lyon pour tous Les écologistes avec Grégory Doucet | Maintenant Lyon pour tous Les écologistes avec Grégory Doucet | Maintenant Lyon pour tous Les écologistes avec Grégory Doucet | 21,87        |                                 |                                 |                          | 4 218       | 33,37       | 5      | 2      |
|                                                                                  | Anne Brugnera                                                 | LREM diss.                                                    | 1 362                                                         | 11,08        |                                 | Anne Brugnera                   | LREM diss.               | 2 099       | 16,60       | 1      | 0      |
| Respirations avec Georges Képénékian                                             | Respirations avec Georges Képénékian                          | Respirations avec Georges Képénékian                          | Respirations avec Georges Képénékian                          | 11,08        |                                 |                                 |                          | 2 099       | 16,60       | 1      | 0      |
|                                                                                  | Matthieu Sausset                                              | LC-LDD                                                        | 650                                                           | 5,29         |                                 |                                 |                          |             |             |        |        |
| Positivons Lyon avec Les Centristes et Lyon divers droite                        |                                                               |                                                               | 650                                                           | 5,29         |                                 |                                 |                          |             |             |        |        |
|                                                                                  | Jacky Copede                                                  | RN-PCD                                                        | 597                                                           | 4,86         |                                 |                                 |                          |             |             |        |        |
| Pour l'amour de Lyon                                                             |                                                               |                                                               | 597                                                           | 4,86         |                                 |                                 |                          |             |             |        |        |
|                                                                                  | Quentin Picard                                                | PS-PCF-G.s-PP-ND                                              | 562                                                           | 4,57         |                                 |                                 |                          |             |             |        |        |
| Vivons vraiment Lyon – La gauche unie                                            |                                                               |                                                               | 562                                                           | 4,57         |                                 |                                 |                          |             |             |        |        |
|                                                                                  | Vérène Saint-André                                            | LFI-GRS-E!-MRC                                                | 538                                                           | 4,38         |                                 |                                 |                          |             |             |        |        |
| Lyon en commun                                                                   |                                                               |                                                               | 538                                                           | 4,38         |                                 |                                 |                          |             |             |        |        |
|                                                                                  |                                                               |                                                               |                                                               |              |                                 |                                 |                          |             |             |        |        |
| Votes valides                                                                    | Votes valides                                                 | Votes valides                                                 | 12 282                                                        | 97,77        | Votes valides                   | Votes valides                   | Votes valides            | 12 640      | 97,66       |        |        |
| Votes blancs                                                                     | Votes blancs                                                  | Votes blancs                                                  | 70                                                            | 0,56         | Votes blancs                    | Votes blancs                    | Votes blancs             | 111         | 0,86        |        |        |
| Votes nuls                                                                       | Votes nuls                                                    | Votes nuls                                                    | 210                                                           | 1,67         | Votes nuls                      | Votes nuls                      | Votes nuls               | 192         | 1,48        |        |        |
| Total                                                                            | Total                                                         | Total                                                         | 12 562                                                        | 100          | Total                           | Total                           | Total                    | 12 943      | 100         | 27     | 9      |
| Abstention                                                                       | Abstention                                                    | Abstention                                                    | 19 126                                                        | 60,36        | Abstention                      | Abstention                      | Abstention               | 18 787      | 59,21       |        |        |
| Inscrits / participation                                                         | Inscrits / participation                                      | Inscrits / participation                                      | 31 688                                                        | 39,64        | Inscrits / participation        | Inscrits / participation        | Inscrits / participation | 31 730      | 40,79       |        |        |

Autres élections
Au premier tour de la présidentielle de 2017, les trois candidats ayant recueilli le plus de voix dans le sixième arrondissement sont François Fillon (40,45 %), Emmanuel Macron (30,74 %) et Jean-Luc Mélenchon (12,24 %). En 2012, Nicolas Sarkozy avait recueilli 47,99 % des voix, François Hollande 22,04 % et François Bayrou 10,90 %.

## Population et société

### Démographie
En 2022, l'arrondissement comptait 50 718 habitants.
| 1968   | 1975   | 1982   | 1990   | 1999   | 2006   | 2011   | 2016   | 2021   |
| ------ | ------ | ------ | ------ | ------ | ------ | ------ | ------ | ------ |
| 68 600 | 52 590 | 48 958 | 47 664 | 48 167 | 49 965 | 48 794 | 51 416 | 52 007 |

| 2022   | - | - | - | - | - | - | - | - |
| ------ | - | - | - | - | - | - | - | - |
| 50 718 | - | - | - | - | - | - | - | - |

La densité s'élève à 13 453,1 habitants/km2 en 2022. Sans compter le parc de la Tête d'or (117 ha) qui occupe près du tiers de la superficie totale du 6e arrondissement, la densité s'élève à 19 506,9 habitants/km2.

### Cultes
- centre d'études bouddhiste tibétain
- église adventiste du 7e jour
- église évangélique
- église évangélique de Pentecôte
- église évangélique luthérienne
- église orthodoxe russe Saint-Nicolas
- église orthodoxe russe Saint-Jean le Confesseur
- paroisse catholique de la Rédemption
- paroisse catholique Notre-Dame de Bellecombe
- paroisse catholique Saint-Joseph des Brotteaux
- paroisse catholique Saint-Pothin
- paroisse du Saint Nom de Jésus

## Géographie

### Localisation

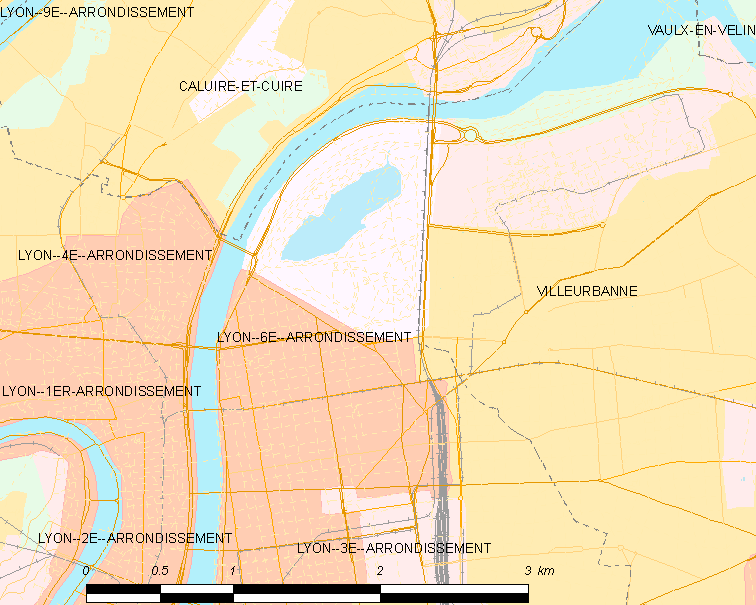
Environnement de l'arrondissement
Détails du 6e arr.
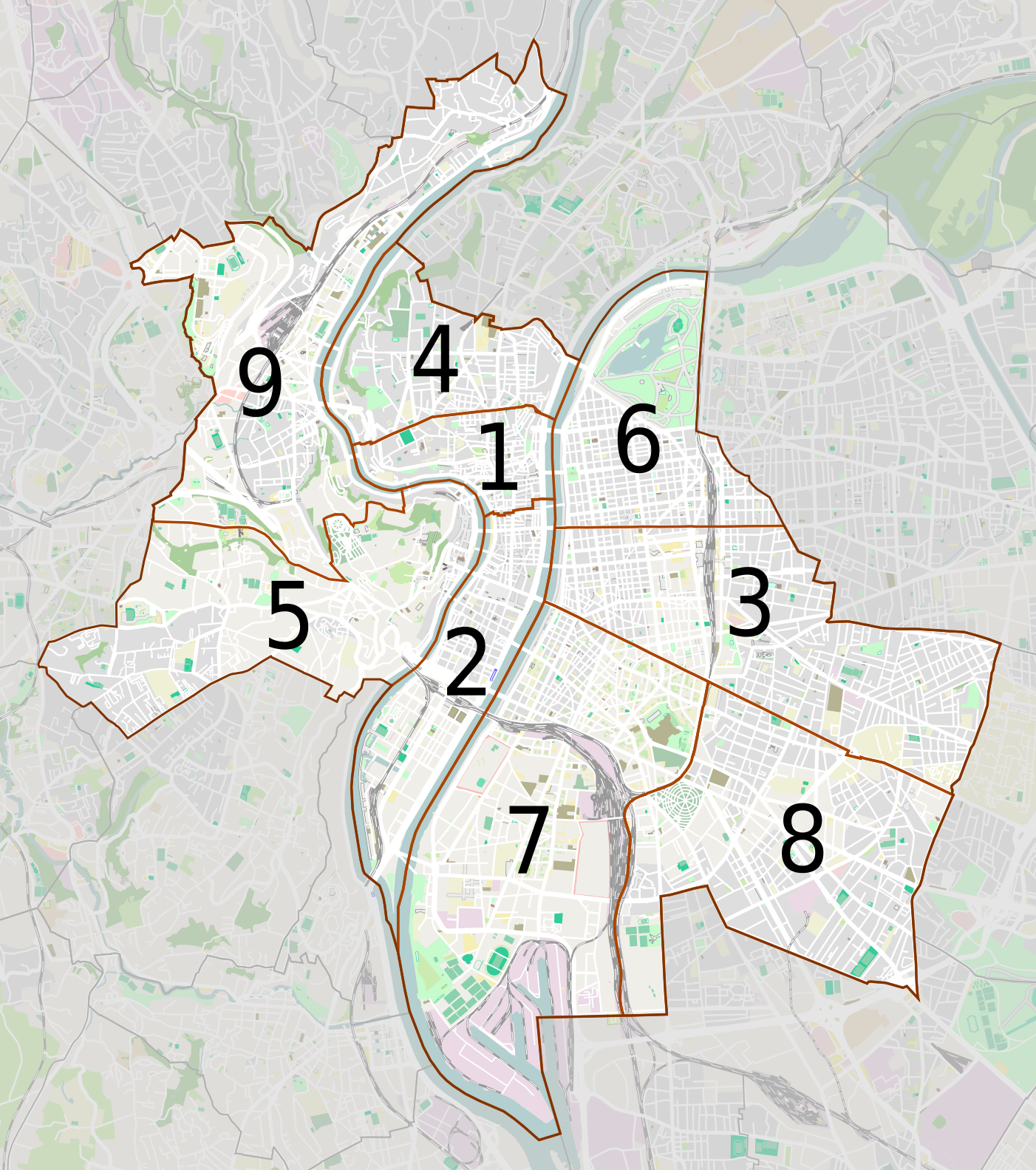
Situation dans Lyon

## Patrimoine

### Patrimoine civil

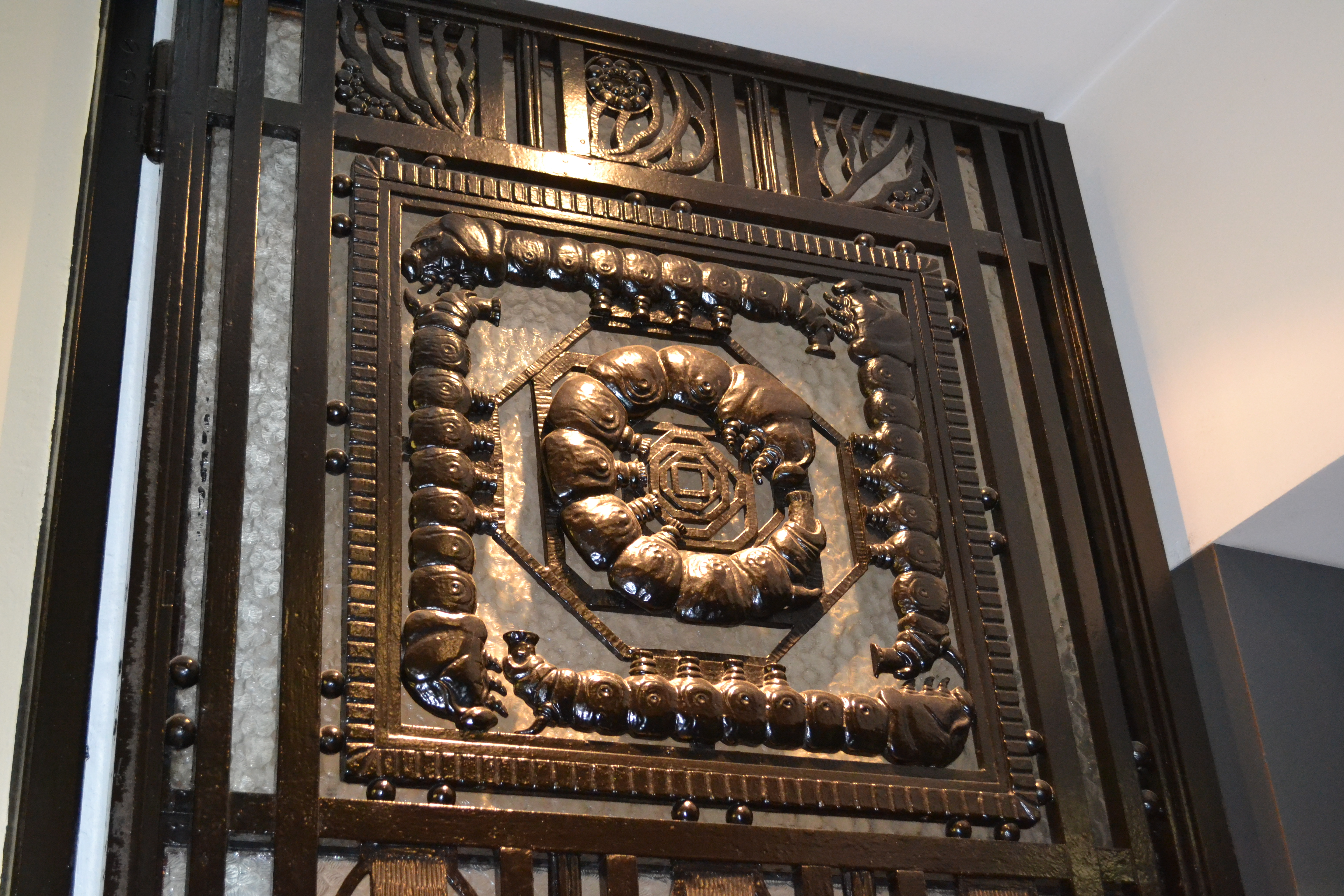
Porte située 50 cours Franklin Roosevelt et réalisée par Charles Piguet vers 1925

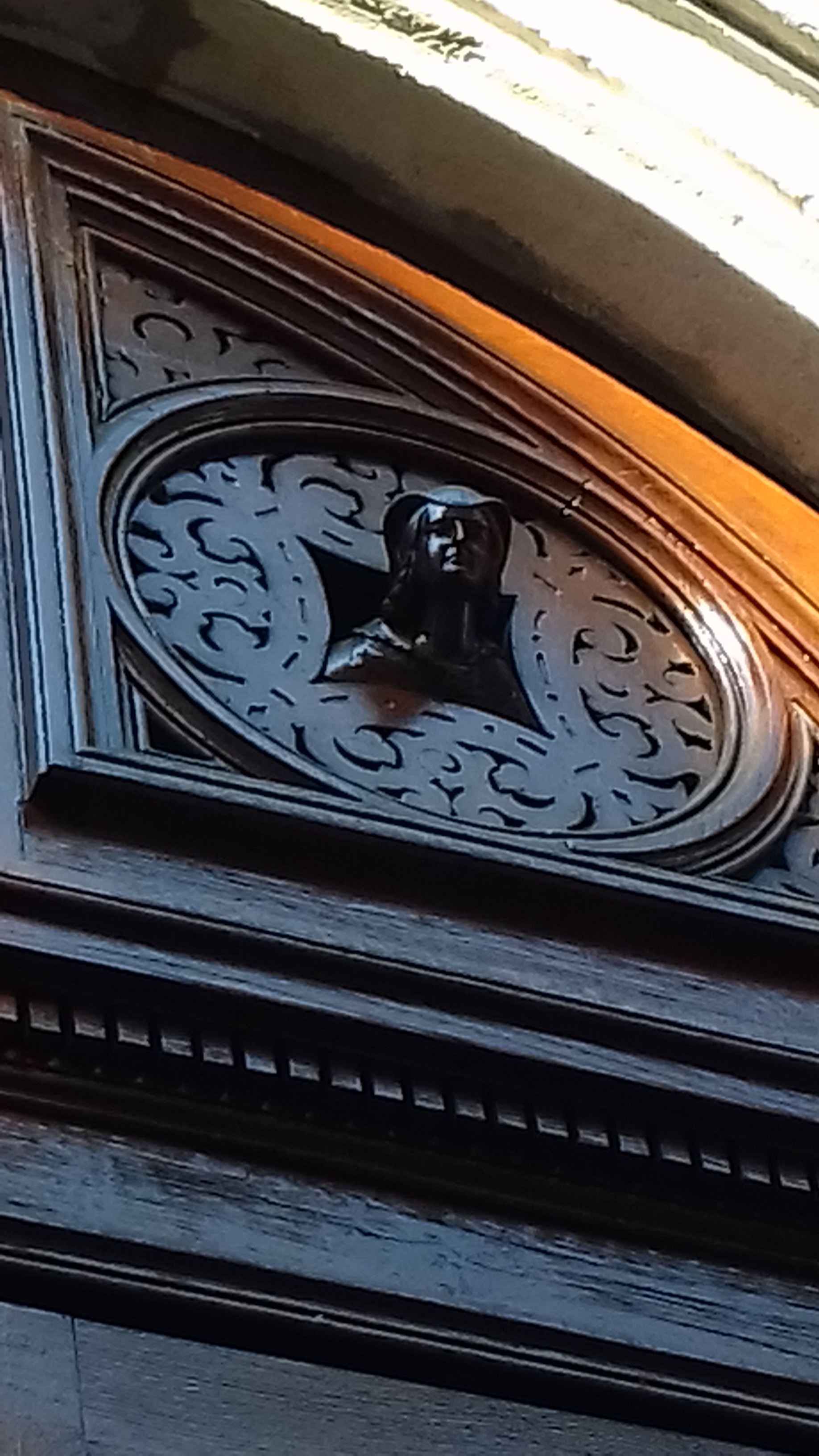
Détail de la porte 60 avenue Foch

Le sixième peut-être appelé l'arrondissement art-déco de Lyon.
On peut remarquer :
- Boulevard des Belges :
  - au n°1 immeuble construit vers 1900 par Barthélémy Delorme,
  - aux 9, 10 et 11, ensemble immobilier construit par Jacques Perrin-Fayolle,
  - au 14, 14 bis et 18, immeubles signés Marius Bornarel en 1931,
  - au n°15, hôtel-château Laurent-Vibert construit en 1906 par François Rostagnat,
  - aux n° 31 et 33, immeubles construits par Antoine Sainte-Marie-Perrin pour l'industriel Auguste Isaac,
  - au n° 45 villa d'agrément de style art nouveau construite pour le docteur Condamin par Germain Bouilhères
- Ancienne gare de Lyon-Brotteaux, qui aujourd'hui abrite entre autres l'une des cinq brasseries de Paul Bocuse (« l'Est ») et une salle des ventes.
- Brasserie des Brotteaux
- Complexe de la Cité Internationale
- Fontaine de la place du Maréchal Lyautey, construite en 1865 par le sculpteur Guillaume Bonnet
- Hôtel du Gouverneur militaire
- Immeuble Barioz[51]
- Palais de Flore

### Patrimoine religieux
- Église de la Rédemption
- Église Saint-Joseph des Brotteaux
- Église du Saint-Nom-de-Jésus
- Église Saint-Pothin

### Patrimoine environnemental
- Parc de la Tête d'or

## Équipements ou services

### Enseignement

#### Lycées
Cinq lycées existent actuellement dans le 6e arrondissement de Lyon, 2 sont publics, 3 sont privés :
| Lycées publics                          |  | Lycées privés                                                     |
| --------------------------------------- |  | ----------------------------------------------------------------- |
| - Lycée du Parc - Lycée Édouard Herriot |  | - Lycée de la Trinité - Institut Carrel - Centre scolaire Deborde |

#### Collèges
Cinq collèges existent actuellement au sixième arrondissement de Lyon, 2 sont publics, 3 sont privés :
| Collèges publics                       |  | Collèges Privés |
| -------------------------------------- |  | --- |
| - Collège Bellecombe - Collège Vendôme |  | - Centre scolaire Deborde (Collège-Lycée) - Ensemble scolaire Fénelon La Trinité (Collège-Lycée) - Notre Dame de Bellecombe |

#### Élémentaires et maternelles
Le 6e arrondissement dispose de 10 établissements publics d'enseignement primaire, auxquels il faut ajouter 8 écoles privées. Sur les 10 établissements publics, 6 sont à la fois école maternelle et élémentaire ; le nombre d'écoles primaires dans le sixième arrondissement de Lyon s'élève à 31 : 16 écoles maternelles et 15 écoles élémentaires.

### Culture
- Bibliothèque municipale Clémence Lortet
- Musée d'histoire naturelle - Guimet (collections transférées au musée des Confluences)

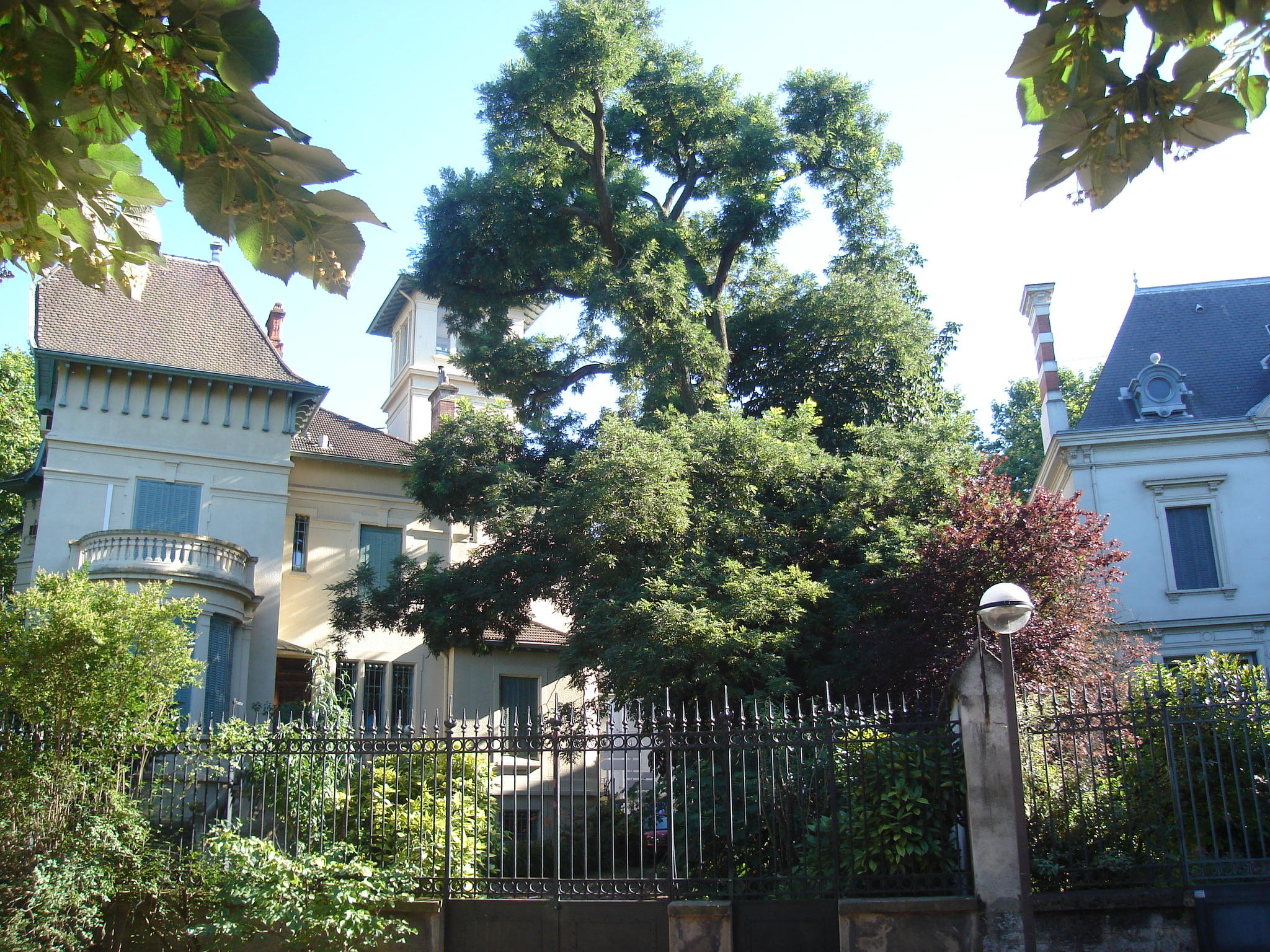
le Boulevard des Belges, face au parc de la Tête d'or

- Musée d'art contemporain (MAC).

### Autres équipements et services
- Palais des congrès de Lyon incluant l'amphitheâtre de la Salle 3000
- Interpol
- La plupart des consulats étrangers présents à Lyon se trouvent dans cet arrondissement.
- Casino de Lyon

## Voirie de l'arrondissement

### Principales voies
- Avenue de Grande-Bretagne
- Avenue du Maréchal-Foch
- Avenue du Maréchal-de-Saxe
- Avenue Thiers
- Avenue Verguin
- Boulevard des Belges
- Boulevard des Brotteaux
- Boulevard de Stalingrad
- Cours Franklin-Roosevelt
- Cours Lafayette
- Cours Vitton
- Quai Charles-de-Gaulle
- Quai Général Sarrail
- Quai de Serbie
- Rue de Créqui
- Rue Duguesclin
- Rue Duquesne
- Rue Garibaldi
- Rue Tronchet
- Rue Vendôme
- Rue Juliette Récamier

### Places
- Place de l'Europe
- Place d'Helvétie (anciennement place du Consulat). Au numéro 7 se trouve la « maison ou immeuble du Consulat » parfois appelée « maison des maréchaux » ; au-dessus des fenêtres figurent 34 bustes de personnages du Consulat[52].
- Place Jules Ferry
- Place du Maréchal-Lyautey, ancienne place Morand

### Ponts
- Pont Lafayette
- Passerelle du Collège
- Pont Morand
- Pont Saint-Clair, Pont de Lattre-de-Tassigny
- Pont Winston-Churchill

### Quartiers
- Le quartier des Brotteaux autour de l'ancienne gare du même nom
- Le nouveau quartier de la Cité internationale au nord du parc de la Tête d'Or
- Le quartier Bellecombe situé derrière la voie ferrée

- Le quartier Foch-Tête d'Or entre le parc et les quais du Rhône

- Le quartier de la Préfecture à cheval sur le 3e arrondissement

### Transports
- : Stations Foch, Masséna
- : Station Brotteaux
- : Stations Thiers-Lafayette, Collège Bellecombe
- : Stations Thiers-Lafayette, Collège Bellecombe

## Économie

### Revenus de la population et fiscalité
En 2021, le revenu fiscal médian par ménage était de 35 640 €, ce qui plaçait le 6e arrondissement au premier rang parmi les neuf arrondissements de Lyon.

## Le6earrondissement dans la fiction
- 2010 : Toutes nos envies de Philippe Lioret (scènes de rue et de restaurant tournées avenue Maréchal de Saxe).
- 2017 : tournage de la mini-série Les Impatientes de Jean-Marc Brondolo avec Noémie Lvovsky et François Morel (à l'église saint Pothin et dans le cabinet du Maire)[54].
- 2018 : tournage du long-métrage Alice et le Maire de Nicolas Pariser avec Anaïs Demoustier et Fabrice Luchini (rue Bossuet et rue Boileau).

## Personnalités liées à l'arrondissement
- Jean-Antoine Morand (1727-1794), artiste, ingénieur, architecte et urbaniste, a proposé des plans d'urbanisme, acheté des terrains, construit l'ancien Pont Morand. Restent aujourd'hui quelques murs de sa maison place Kléber.
- Élisabeth Tible (1757-1785) première femme à faire un vol libre en montgolfière, La Gustave. L'aérostat décolle le 4 juin 1784 entre les actuelles rues Duguesclin, Créqui, Sèze et Bossuet.
- Antoine-Marie Chenavard (1787-1833) a résidé rue Vendôme[55].
- Claude-Marius Vaïsse (1799-1864), fonctionnaire et homme politique, a fait aménager en 1857 le Parc de la Tête d'Or.
- Joseph Merklin (1819-1905) s'installe au 11 rue Vendôme en 1872.
- Jonas Vitta (1820-1892), banquier, a vécu au 38 de l'avenue de Noailles (avenue Maréchal-Foch en 1929), devenu en 1914 l'Hôtel du Gouverneur militaire.
- Louis Bardey (1851-1915), peintre décorateur, a vécu au 14 rue Robert.
- Joseph Vitta (1860-1942), banquier et collectionneur d'art, échange en 1913 son hôtel du 38 de l'avenue de Noailles contre l'Hôtel de Varissan.
- Françoise Fayolle (1865-1925), appelée "la mère Fillioux" et "impératrice des mères lyonnaises", cuisinait au 73 rue Duquesne.
- Justin Godart (1871-1956), est né au 22 avenue de Saxe.
- Jeanne Bardey (1872-1954), sculptrice, graveuse et peintre a vécu au 14 rue Robert.
- Jean-Louis Chorel (1875-1946), sculpteur, statuaire et peintre, est né au 12 rue Cuvier, a été domicilié au 36 rue Tête d'Or.
- Robert Laurent-Vibert (1884-1925) , industriel et mécène, habite au 15 boulevard des Belges.
- Henriette Bardey, (1894-1960), sculptrice, a vécu au 14 rue Robert.
- Zoé Roche (1897-1945), résistante, a été arrêtée en septembre 1943 à son domicile du quai Sarrail.
- Jeanine Sontag (1925-1944), résistante, a habité au 24 rue Cuvier[56].
- Anne Sylvestre (1934-2020), autrice-compositrice-interprète, est née dans le 6e arrondissement, le 20 juin 1934.
- Véronique Trillet-Lenoir (1957-2023), oncologue et femme politique française.
- Pascal Bejui (1957-2023), ferroviphile, écrivain et éditeur
- Jean-Paul Vesco (1962-), cardinal franco-algérien, archevêque d'Alger, y est né.